# Qorivva
A Qorivva a Freescale (jelenleg NXP) Power ISA v.2.03-alapú mikrovezérlőinek sorozata, amelyek egy vagy több PowerPC e200 mag köré vannak felépítve. Ezen a termékcsaládon belül számos olyan termék található, amelyek kifejezetten funkcionális biztonsági alkalmazásokhoz készültek. Az ebben a termékcsaládban található hardveralapú hibafelismerő és hibajavító funkciók közé tartozik a kétmagos kiépítés, amelyben a magok szinkron utasításvégrehajtású (lock-step) üzemmódban futhatnak, a teljes útvonalú ECC, a memória és logika automatikus önellenőrzése, redundancia a perifériáknál, és a monitorozó/ellenőrző magok beépítése.

## Qorivva processzorcsaládok
A Freescale az alábbi MPC5xxx processzorcsaládokat választotta ki az autóipari, kereskedelmi, ipari és űrkutatási alkalmazásokat célzó programba való bevonásra, ahol a helyesség és a biztonság garantálása elsődleges követelmény.

### MPC57xx család
Lásd még: MPC57xx
A gyártó az MPC57xx családot választotta ki arra a célra, hogy annak alapján támogassa rendszereiben a funkcionális biztonsági szabványoknak, különösen az ISO 26262-nek való megfelelőség elérését.
A Freescale SafeAssure elnevezésű funkcionális biztonsági programja a család minden tagját magában foglalja. A programon belül, az MPC57xx-ek az elsődleges mikrovezérlők, amelyeket a biztonságkritikus autóipari alkalmazásokhoz szánnak. A termékcsalád minden egyes termékében egy pár e200 mag található, melyek elsődleges számítási feladatokat látnak el, de legalább egy másik e200 magot is tartalmaznak támogató szerepkörben (például interfész társprocesszor vagy „biztonsági ellenőr”). A magasabb hibatűrési szintek elérésének támogatása érdekében (mint amiket az ASIL D kontextusában elvárnak), a párosított e200 magok kettős lockstep processzorokként való működésre konfigurálhatók. (Kivételt képez az MPC5748G, amelynek magjai nem működhetnek lock-step üzemmódban és ezekkel a gyártó csak a kevésbé kritikus ASIL B szint elérését kívánja támogatni.)
Nevezetesen, az MPC5777M vezérlő három 300 MHz-en futó e200z7 magot tartalmaz egy számítási héjban, melyek közül kettő lock-step módban működtethető, és egy negyedik magot, egy e200z4-est, ami a perifériák vezérlésére szolgál.
További beépített, erre a családra jellemző hardvermechanizmusok:
- „End to End Error Code Correction” (e2eECC, kb. végpontok közötti hibajavítás) – az összes memóriatároló és belső átvitel hibajavító kóddal védhető, amelynek Hamming-távolsága 4,[3] ugyanis ez a távolság biztosítja az egyszeres bithibák automatikus hibajavítását és a kétszeres bithibák felismerését.[4]
- Beépített logikai és memória-önellenőrzés (logic built-in self-test, LBIST, és memory built-in self-test, MBIST) (általában rendszerindításkor végzett műveletek)

### MPC56xx és MPC55xx családok
Lásd még: MPC55xx és MPC56xx
Az ezekbe a családokba tartozó termékek mind egy vagy több e200-as magot tartalmaznak, általában különböző verziókat. Ebben a családban, csak az MPC567xK, MPC564xL és MPC560xP modellek tartoznak a Freescale funkcionális biztonság programjába. Ezek közül csak az MCP5643L rendelkezik lock-step magokkal és ez a család egyetlen tagja amelyet kifejezetten az ISO 26262 szabvány támogatására kínálnak.
Az MPC5643L a Freescale állítása szerint hogy ez az első olyan autóipari mikrovezérlő, amely független akkreditált értékelő által tanúsított módon megfelel az ISO 26262 autóipari funkcionális biztonsági szabvány MCU-kkal szemben támasztott követelményeinek.
A Freescale MPC5643L mikrovezérlőt értékelték az ISO 26262 szabvány mikrovezérlő-fejlesztésre és verifikációra és validációra vonatkozó követelményeinek megfelelően. Az értékelés megerősítette, hogy a vezérlő megfelel az ASIL D biztonsági szint követelményeinek.

## Fordítás
Ez a szócikk részben vagy egészben  a   Qorivva című angol Wikipédia-szócikk ezen változatának fordításán alapul.  Az eredeti cikk szerkesztőit annak laptörténete sorolja fel. Ez a jelzés csupán a megfogalmazás eredetét és a szerzői jogokat jelzi, nem szolgál a cikkben szereplő információk forrásmegjelöléseként.